# Варис
Лорд Варис је измишљени лик у серији фантастичних романа Песма леда и ватре америчког аутора Џорџа Р. Р. Мартина и консеквентне телевизијске адаптације Игра престола.
Лик је први пут представљен у Игри престола из 1996. године. Варис је бивши евнух-роб из далеког града Лиса и господар шапталица у Краљевој луци. Варис је као лик присутан и у Мартиновим књигама Судар краљева (1998), Олуја мачева (2000) и Плес са змајевима (2011). Он се показује као кључни савезник Неда Старка и Тириона Ланистера на суду, али његови прави мотиви остају обавијени велом мистерије.
Вариса тумачи Конлет Хил у телевизијској адаптацији ХБО-а.

## Лик
Варис није лик из чије тачке гледишта Мартин представља причу, тако да његове поступке сведоче и тумаче ликови као што су Нед Старк, Тирион и Серсеи Ланистер.

### Историја лика
Варис је рођен као роб у Слободном граду Лису и придружио се путујућој глумачкој трупи. Док је трупа наступала у Миру, један чаробњак је купио младог Вариса од вође трупе, дрогирао га пре него што му је уклонио гениталије и спалио их у ритуалу крвне магије, а затим га избацио на улицу. Варис се окренуо просјачењу, проституцији и на крају крађи да би преживео, али је убрзо постао познат у Миру и побегао је у Пентос. Тамо се спријатељио са сиромашним најамником Илириом Мопатисом, са којим се удружио да би украо драгоцености од других лопова и враћао их власницима уз накнаду. Варис је на крају схватио да се може више добити од крађе тајни, информацијама и обучио је своје шпијуне да преузимају информације од богатих и моћних. Варис и Илирио су се обогатили, а Варисова репутација је допрла до ушију краља Вестероса, Ериса II Таргарјена, који је Вариса именовао за господара шапталица. Џејми Ланистер тврди да је Ерис свуда видео издајнике, а Варис је брзо указао на све што му је промакло. Када је Регар Таргарјен намеравао да искористи Турнир у Харендвору да сазове Велико веће које би се позабавило нестабилношћу његовог оца и можда га свргнуло са престола, Варис је упозорио Ериса и они су присуствовали турниру. Нешто пре пљачкања Краљеве Луке, Варис је наводно средио да се Регаров мали син Егон замени бебом неплемићког порекла и прокријумчарио Егона у Есос да би га у скривању одгајао Регаров пријатељ Џон Конингтон, кога је Луди краљ протерао јер није успео да победи Роберта Баратеона. Варис остаје господар шапталица након што је Роберт заузео Гвоздени престо, али се касније открива да његова права лојалност лежи ка Егону, а његови мотиви и разлози за подршку Егону углавном остају мистерија.

### Опис лика
Варис, познат под надимком „Паук”, је евнух и дворјанин који служи као господар шапталица за краља Седам краљевстава на двору у Краљевој Луци. Као господар шапталица он је у малом већу. Плаше га се и племићи и обични људи. Он зна све тајне пролазе у краљевском замку, а његови шпијуни се налазе свуда. Он је вешт манипулатор и командује мрежом доушника на два континента. Често се у јавности представља као ћелав, дебељушкаст човек који воли пријатности дворског живота; скроман, покоран, ласкав и помало женствен. Ово је једноставно фасада коју је Варис развио, што често доводи до тога да га они који га не познају добро потцењују као ведрог и безобразног ласкавца. У ствари, он је лукави и немилосрдни манипулатор дворске политике, у рангу са господаром ковница, Петиром Белишем „Малопрстићем”. За разлику од Малопрстића, Варис инсистира да су његови циљеви да постигне оно што искрено сматра да је најбоље за народ.

## Прича

### У књигама

#### Игра престола
Убрзо након доласка Едарда Старка у Краљеву Луку, Варис га упозорава да Робертова жена Серсеи Ланистер намерава да убије Роберта и нуди своју помоћ Едарду у истрази о Ланистерима. Касније се у тајности састаје са Илириом како би разговарали о одуговлачењу рата између кућа Старк и Ланистер до правог тренутка; ово је чула Арја Старк, али није у стању да идентификује ову двојицу. Када је Роберт на крају убијен, Варис остаје господар шапталица за краљевог наследника Џофрија и предлаже да се сер Баристан Селми окриви за Робертову смрт. Селми је уклоњен из Краљеве гарде и на крају прелази у службу Денерис Таргарјен, што је можда био Варисов план све време. Варис посећује Едарда у заточеништву и убеђује га да се изјасни кривим за издају и придружи се Ноћној стражи како би спасао живот својих ћерки Сансе и Арје, што би такође спречило рат између Старкова и Ланистера, а Нед на крају пристаје. Варис је, међутим, ужаснут када је Џофри ипак погубио Неда и узалуд покушава да одврати краља, док Малопрстић самозадовољно посматра. Након тога, Варис организује да се Робертово копиле Џендри придружи Ноћној стражи, како би избегао да га Серсеи убије.

#### Судар краљева
Варис је први који сазнаје да је Тирион Ланистер довео своју љубавницу Шаи са собом у Краљеву Луку и објашњава Тириону тајни пут којим може да јој одлази у посету. Он формира неугодан савез са Тирионом како би поделио информације које је прикупила његова шпијунска мрежа.

#### Олуја мачева
Варис наставља да организује Тирионове и Шаине састанке, али сведочи против Тириона када се Тириону суди за Џофријево убиство. Након што је Тирион осуђен на смрт, Џејми Ланистер приморава Вариса да помогне Тириону да побегне. Док Варис и Тирион беже кроз тајне пролазе Црвене тврђаве, Тирион одлучује да потражи одаје свог оца Тивина. Варис протестује, али даје Тириону тачна упутства до Тивинове собе. Вероватно је Варис искористио ситуацију да убије Тивина, ослабивши главног ривала куће Таргарјен.

#### Гозба за вране
Након што је помогао Тириону да побегне, Варис нестаје. У исто време нестаје и слуга Сергеи, Руген, а у његовим одајама је пронађен новчић Тирелових. Ово учвршћује Серсеино неповерење према кући Тирел, иако она није свесна да је Руген само Варисова маска.

#### Плес са змајевима
Варис се ушуња у Црвену тврђаву да убије велемештра Писелија. Такође намамљује лорда намесника Кевана Ланистера у Писелијеве одаје и смртно га рањава. Док Кеван умире, Варис објашњава да је његова смрт била неопходна за дестабилизацију Седам краљевстава у припреми за инвазију Егона Таргарјена, пре него што је наредио својим птичицама да докрајче Кевана.

## ТВ адаптација
У телевизијској адаптацији књига Вариса игра северноирски глумац Конлет Хил. Аутор Џорџ Р. Р. Мартин је написао о избору Хила за Вариса: „Хил је, као и Варис, прави камелеон, глумац који заиста нестаје унутар ликова које тумачи, више него способан да оживи љигавог, симпатичног евнуха.”

### Признања и награде
| Година | Награда                           | Категорија                                   | Резултат   | Ref.          |
| ------ | --------------------------------- | -------------------------------------------- | ---------- | ------------- |
| 2011   | Скрим награда                     | Најбољи ансамбл                              | Номинација |               |
| 2012   | Награда Удружења филмских глумаца | Изузетно извођење ансамбла у драмској серији | Номинација | [ 9 ]         |
| 2015   | Награда Удружења филмских глумаца | Изузетно извођење ансамбла у драмској серији | Номинација | [ 10 ] [ 11 ] |
| 2015   | Награда Емпајер                   | Награда Емпајер Хироу (ансамбл)              | Освојено   | [ 12 ] [ 13 ] |
| 2017   | Награда Удружења филмских глумаца | Изузетно извођење ансамбла у драмској серији | Номинација | [ 14 ]        |